# 진창
진창은 땅이 질은 곳을 가리킨다.

## 같이 보기
- 이탄지
- 이녕 (소설)
- 습지
- 진창가재